# Пономарьов Олександр Сергійович
Олекса́ндр Сергі́йович Пономарьо́в (нар. 7 січня 1962; Бердянськ, Запорізька область, УРСР) — український економіст та політик, народний депутат України VII, VIII та IX скликання від проросійської партії ОПЗЖ. Громадянин Росії.

## Освіта
- Навчався в Запорізькому машинобудівному інституті ім. Чубаря на факультеті електронної техніки, Академії управління та інформаційних технологій «АРІУ» Запорізького національного технічного університету за напрямком підготовки «Менеджмент».
- У 2013 році присуджено науковий ступінь кандидата економічних наук зі спеціальності «Економіка та управління підприємствами (За видами економічної діяльності)».
- У 2014 році надано вчене звання доцента.

## Трудова діяльність
- 1980 — 1983  — слюсар механоскладальних робіт на «Першотравневому заводі» у м. Бердянську Запорізької області.
- 1983 — 1986  — контролер з автотранспорту на «Першотравневому заводі».
- 1986 — 1995  — технік з поточного ремонту та обслуговування радіообладнання Комунального автотранспортного підприємства м. Бердянська Запорізької області.
- 1995 — 1997  — займався приватною підприємницькою діяльністю.
- 1998 — 2012  — голова правління ПрАТ «Бердянський райагропромпостач», м. Бердянськ Запорізької області (Україна).

## Громадсько-політична діяльність
- 2002 — 2006   — депутат Запорізької обласної ради.
- 2006  — був обраний членом виконавчого комітету Бердянської міської ради.
- 2010 — 2012  — депутат Запорізької обласної ради.
- 2012  — Народний депутат України VII скликання, виборчий округ № 78, Запорізька область, самовисування. 27 листопада 2014 року — народний депутат України VIII скликання виборчий округ № 78, Запорізька область, самовисування.
- Член депутатської групи «Воля народу».
- Голова підкомітету з питань автомобільних доріг та дорожнього господарства Комітету Верховної Ради України з питань транспорту.

## Критика
Пономарьов фігурує у ряді розслідувань щодо проведення фіктивних тендерів, ухилянні від сплати податків та хабарництва.
Також нардеп причетний до махінацій із бюджетними коштами в освоєнні субвенцій для Запоріжжя. А компанії, пов'язані з Пономарьовим, підозрюють в оздоровленні дітей у гірших санаторіях, ніж зазначено в тендерах.
16 січня 2014 року голосував за диктаторські закони. Попри окупацію росіянами Бердянська у лютому 2022 року, бізнес Пономарьова продовжив працювати.

## Кримінальне провадження
У перший день повномасштабного вторгнення Росії Пономарьов виїхав з Києва до окупованого Бердянська. Слідство встановило, що він пішов на співпрацю з окупантами та перереєстрував підконтрольні йому підприємства за російським законодавством, відкрив рахунки у банківських установ Росії, а також організував виробництво матеріальних цінностей та їх передачу російським окупаційним військам.
24 липня 2023 року, Олександра Пономарьова, за підозрою в держзраді було затримано представниками СБУ і ДБР. 25 липня 2023 року, згідно з повідомленням Офісу генпрокурора, за клопотанням прокурорів, Печерський районний суд обрав народному депутату запобіжний захід – тримання під вартою без права внесення застави. Раніше Генеральний прокурор підписав йому повідомлення про підозру у державній зраді (ч. 1 ст. 111 КК України). Стаття передбачає покарання у вигляді до 15 років позбавлення волі з конфіскацією майна. Запобіжний захід нардепу обирали протягом двох днів, суд відбувався у закритому режимі.

## Особисте життя
29 червня 2018 року у Пономарьова стався серцевий напад, коли він перебував у м. Бердянську. Його було госпіталізовано до Запорізького обласного кардіологічного диспансеру з діагнозом «гострий інфаркт».